# Nationaal park Kalbarri
Het nationaal park Kalbarri is een nationaal park in West-Australië met een oppervlakte van 1830 km², 485 km ten noorden van Perth. De belangrijkste toeristische attractie in het park is de 80 km lange kloof die de rivier de Murchison in het landschap uitgesleten heeft op het einde van haar loop. Spectaculaire kliffen zijn te zien op de kuststrook rond de monding van de rivier, vlak bij het plaatsje Kalbarri.
Het gebied is ook bekend om de verscheidenheid aan wilde bloemen tijdens de wintermaanden. Eenentwintig plantensoorten zijn alleen te vinden in dit kustgebied. De bekendste is de Kalbarri catspaw, een kleine gele of rode plant die normaliter te zien is op pas afgebrande grond tussen augustus en september. Ook enkele orchideeënsoorten zijn alleen in of nabij het park te vinden.

## Fotogalerij

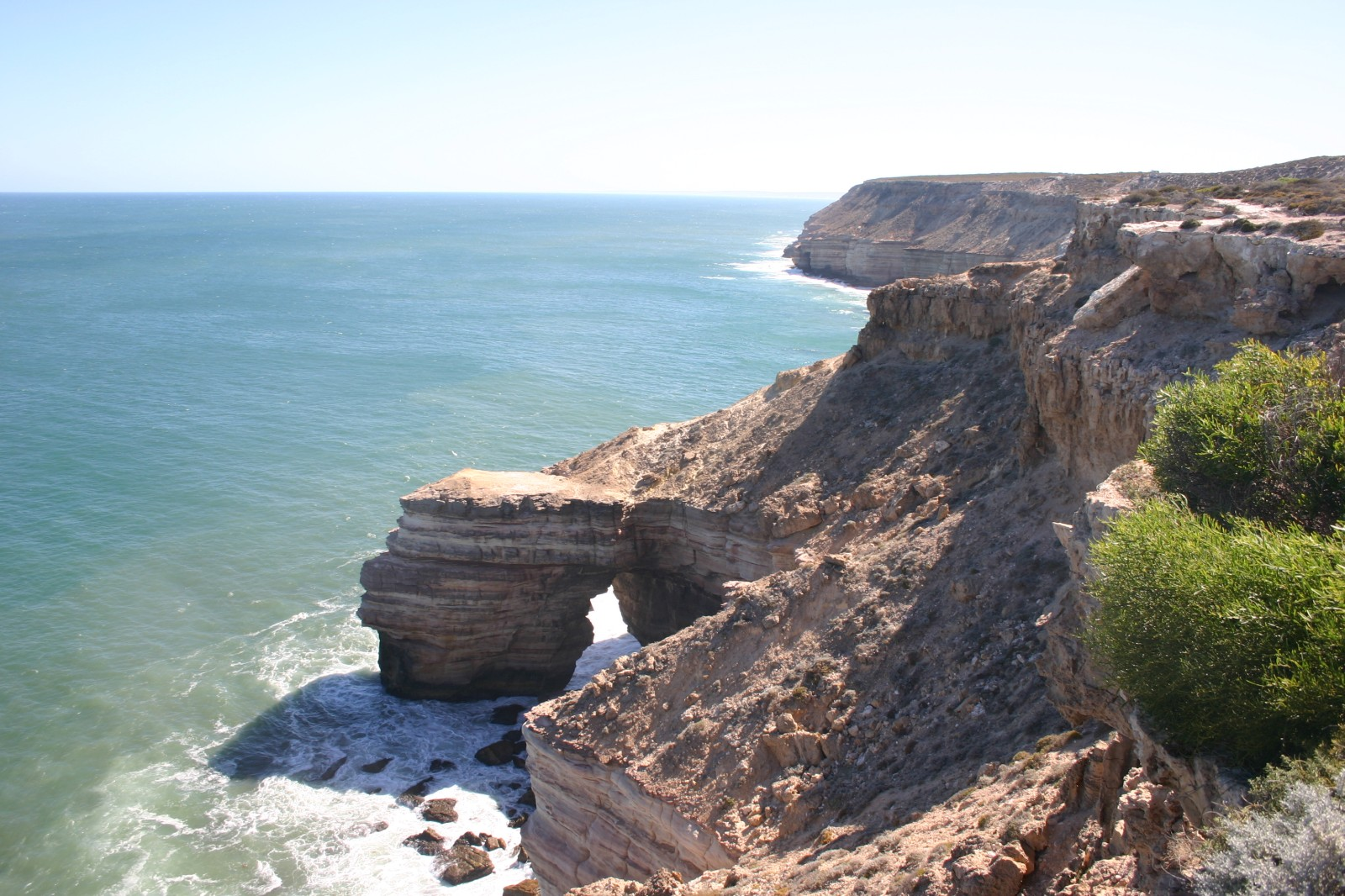
Natural Bridge
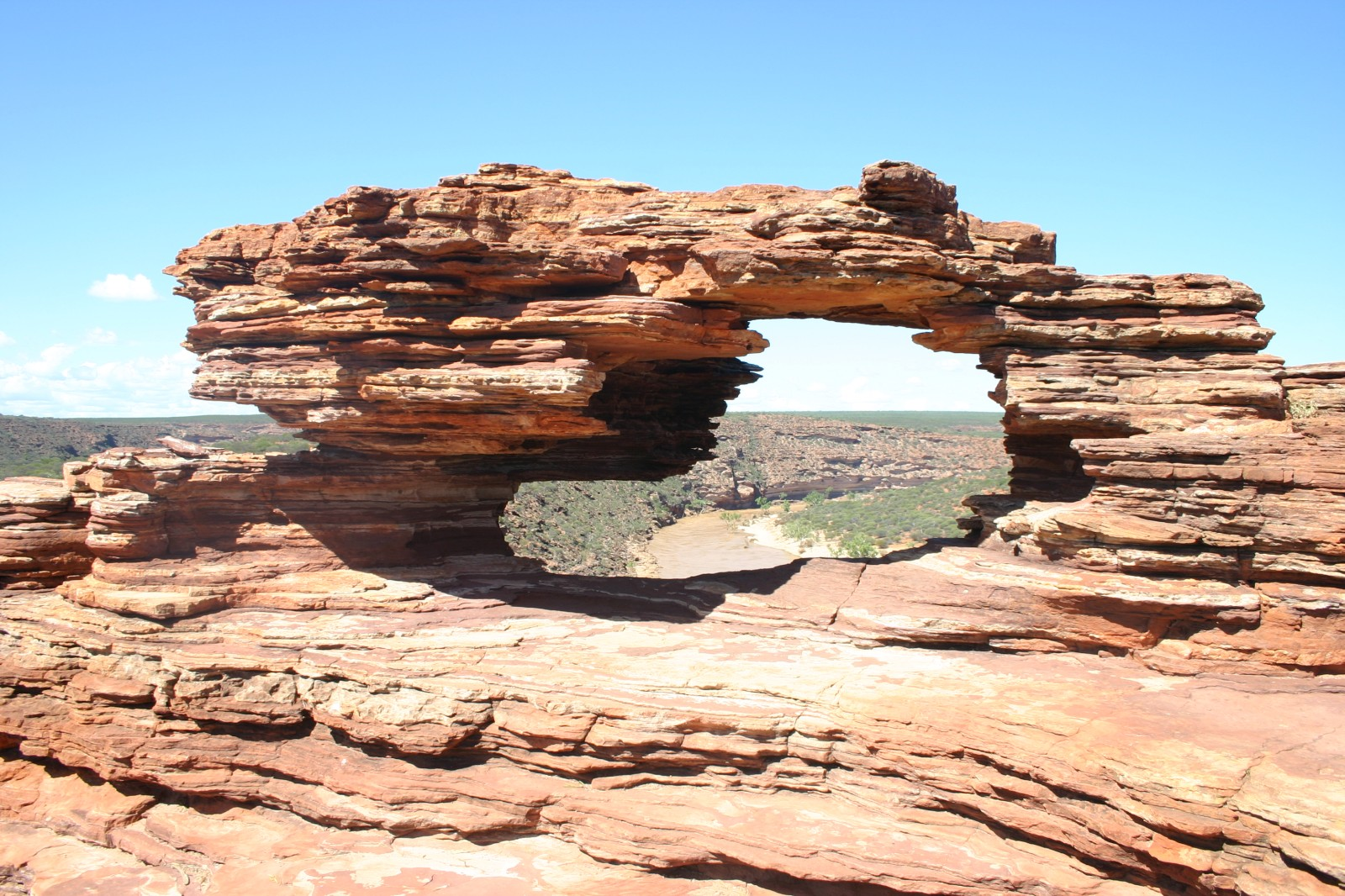
Nature's Window

Alexander Morrison · 
Avon Valley · 
Badgingarra · 
Bandiln͟gan (Windjana Gorge) · 
Beelu · 
Boorabbin · 
Brockman · 
Cape Arid · 
Cape Le Grand · 
Cape Range · 
Cliff Spackman · 
Collier Range · 
Dan͟ggu · 
D'Entrecasteaux · 
Dimalurru (Tunnel Creek) · 
Drovers Cave · 
Drysdale River · 
Eucla · 
Fitzgerald River · 
Francois Peron · 
Frank Hann · 
Gloucester · 
Goldfields Woodlands · 
Goongarrie · 
Gooseberry Hill · 
Greater Beedelup · 
Greenmount · 
Hassell · 
Hidden Valley · 
John Forrest · 
Kalamunda · 
Kalbarri · 
Karijini · 
Karlamilyi · 
Kennedy Range · 
Lawley River · 
Leeuwin-Naturaliste · 
Lesmurdie Falls · 
Lesueur · 
Millstream-Chichester · 
Mitchell River · 
Moore River · 
Mount Augustus · 
Mount Frankland · 
Mount Roe-Mount Lindesay · 
Nambung · 
Neerabup · 
Peak Charles · 
Porongurup · 
Purnululu · 
Scott · 
Serpentine · 
Shannon · 
Sir James Mitchell · 
Stirling Range · 
Stokes · 
Tathra · 
Torndirrup · 
Tuart Forest · 
Unnamed (Nr. 17519) · 
Unnamed (Nr. 46400) · 
Walpole-Nornalup · 
Walyunga · 
Warren · 
Watheroo · 
Waychinicup · 
Wellington · 
West Cape Howe · 
William Bay · 
Wolfe Creek Meteorite Crater · 
Yalgorup · 
Yanchep
Overzicht Nationale parken in:
 Australië · New South Wales · Noordelijk Territorium · Queensland · Zuid-Australië · Tasmanië · Victoria · West-Australië